# Mincho Nikolov
Mincho Nikolov –en búlgaro, Минчо Николов– (14 de septiembre de 1952) es un deportista búlgaro que compitió en remo. Participó en dos Juegos Olímpicos de Verano en los años 1976 y 1980, obteniendo una medalla de bronce en Moscú 1980 en la prueba de cuatro scull.

## Palmarés internacional
| Juegos Olímpicos | Juegos Olímpicos | Juegos Olímpicos  | Juegos Olímpicos |
| Año              | Lugar            | Medalla           | Prueba           |
| ---------------- | ---------------- | ----------------- | ---------------- |
| 1980             | Moscú (URSS)     | Medalla de bronce | Cuatro scull     |